# Claude (Sänger)

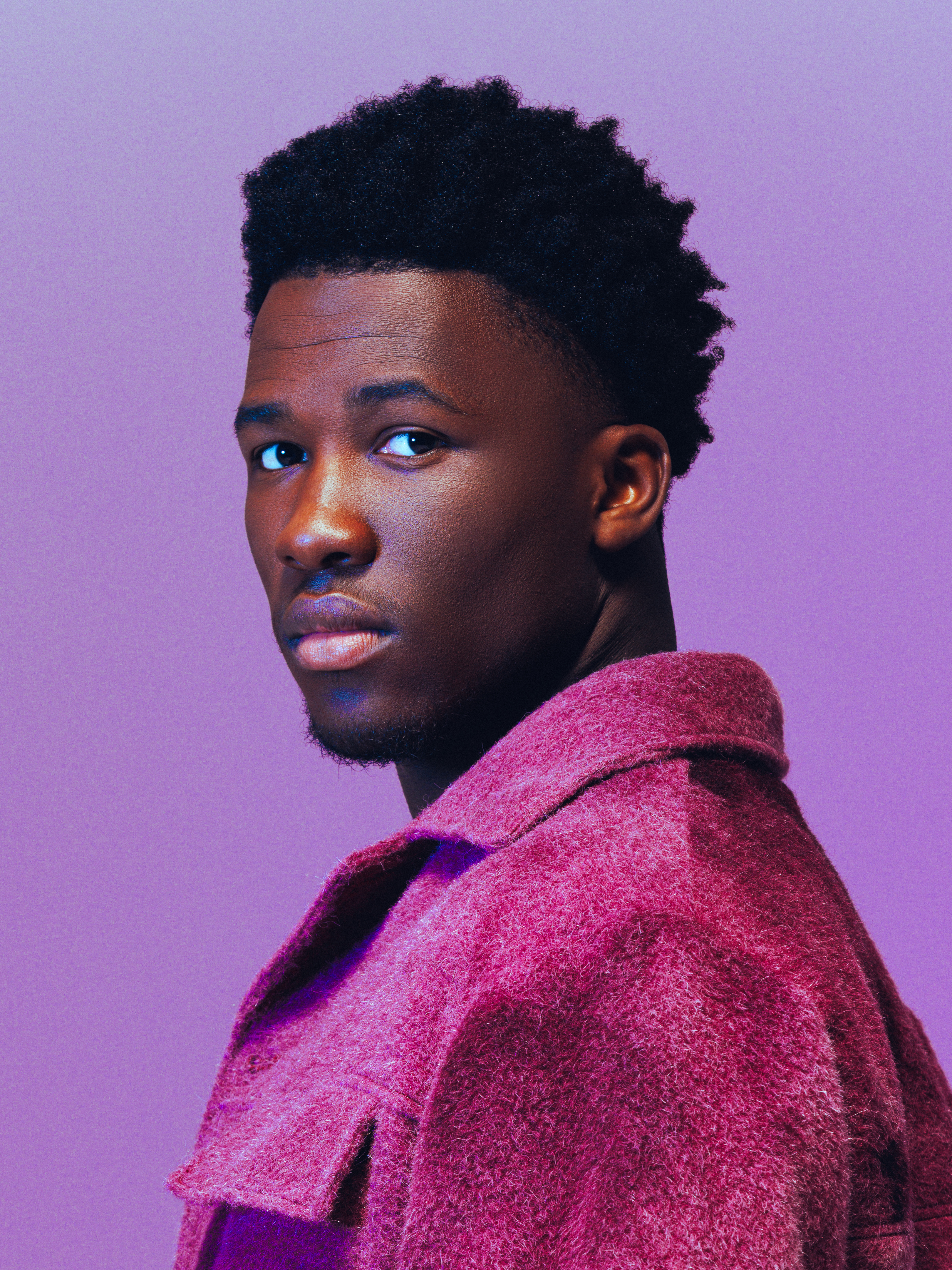
Claude Kiambe (2024)

Claude Kiambe (* 16. September 2003 in der Demokratischen Republik Kongo), bekannt als Claude, ist ein kongolesisch-niederländischer Sänger. Er vertrat die Niederlande beim Eurovision Song Contest 2025 in Basel.

## Biographie
Kiambe floh im Alter von 9 Jahren gemeinsam mit seiner Mutter und seinen sechs Geschwistern aus der Demokratischen Republik Kongo in die Niederlande, wo sie zuerst in Alkmaar lebten. Später zog die Familie nach Enkhuizen, wo Kiambe auch seinen Schulabschluss machte. Später studierte er Hotelfachmanagement, brach das Studium allerdings ab.

### Karriere
2019 nahm Kiambe an der Castingshow The Voice Kids teil, wobei er in der zweiten Runde ausschied. Im darauffolgenden Jahr gewann er die Castingshow Are You Next?, wobei sein Preis ein Plattenvertrag beim Label Cloud 9 Music war.
2022 veröffentlichte er seine erste, niederländisch-französischsprachige Single Ladada (Mon dernier mot), welche auf Anhieb Platz eins der Nederlandse Top 40 erreichte. Für diese Single erhielt er unter anderem den 3FM-Award als bester Newcomer sowie die Auszeichnung „Künstler des Jahres“ von Qmusic.
2024 war Kiambe Teil der Sendung Beste Zangers.
Am 19. Dezember 2024 gab AVROTROS bekannt, dass Claude die Niederlande beim Eurovision Song Contest 2025 in Basel vertreten werde.

## Diskografie

### Alben
| Jahr | Titel           | Höchstplatzierung, Gesamtwochen, AuszeichnungChartplatzierungen (Jahr, Titel, Platzierungen, Wochen, Auszeichnungen, Anmerkungen) | Höchstplatzierung, Gesamtwochen, AuszeichnungChartplatzierungen (Jahr, Titel, Platzierungen, Wochen, Auszeichnungen, Anmerkungen) | Anmerkungen                             |
| Jahr | Titel           | NL | BEF | Anmerkungen                             |
| ---- | --------------- | --- | --- | --------------------------------------- |
| 2024 | Parler français | NL6 (29 Wo.)NL | BEF150 (1 Wo.)BEF | Erstveröffentlichung: 15. November 2024 |

### EPs
- 2024: Beste Zangers 2024 (Claude)
- 2025: The Singles Collection

### Singles
| Jahr | Titel Album                              | Höchstplatzierung, Gesamtwochen, AuszeichnungChartplatzierungen (Jahr, Titel, Album, Platzierungen, Wochen, Auszeichnungen, Anmerkungen) | Höchstplatzierung, Gesamtwochen, AuszeichnungChartplatzierungen (Jahr, Titel, Album, Platzierungen, Wochen, Auszeichnungen, Anmerkungen) | Höchstplatzierung, Gesamtwochen, AuszeichnungChartplatzierungen (Jahr, Titel, Album, Platzierungen, Wochen, Auszeichnungen, Anmerkungen) | Höchstplatzierung, Gesamtwochen, AuszeichnungChartplatzierungen (Jahr, Titel, Album, Platzierungen, Wochen, Auszeichnungen, Anmerkungen) | Anmerkungen                                               |
| Jahr | Titel Album                              | NL | BEF | AT | CH | Anmerkungen                                               |
| ---- | ---------------------------------------- | --- | --- | --- | --- | --------------------------------------------------------- |
| 2022 | Ladada (Mon dernier mot) Parler français | NL1 Diamant · (30 Wo.)NL | — | — | — | Erstveröffentlichung: 21. Oktober 2022                    |
| 2023 | Layla Parler français                    | NL8 Platin · (17 Wo.)NL | — | — | — | Erstveröffentlichung: 23. Juni 2023                       |
| 2023 | Vas-y (ga maar) Parler français          | NL5 Platin · (19 Wo.)NL | — | — | — | Erstveröffentlichung: 7. September 2023 mit Suzan & Freek |
| 2024 | Écoutez-moi Parler français              | NL14 Gold · (15 Wo.)NL | — | — | — | Erstveröffentlichung: 19. Januar 2024                     |
| 2024 | La pression Parler français              | NL28 (6 Wo.)NL | — | — | — | Erstveröffentlichung: 23. August 2024                     |
| 2024 | Je t’aime Parler français                | NL21 (14 Wo.)NL | — | — | — | Erstveröffentlichung: 8. November 2024 mit Zoë Tauran     |
| 2025 | C’est la vie The Singles Collection      | NL1 Gold · (16 Wo.)NL | BEF49 (1 Wo.)BEF | AT63 (1 Wo.)AT | CH23 (2 Wo.)CH | Erstveröffentlichung: 27. Februar 2025                    |

Weitere Singles
- 2024: Parler français